# Анн Косіньї
Анн Косіньї (фр. Anne Consigny; нар. 25 травня 1963, Алансон, Нижня Нормандія, Франція) — французька акторка.

## Біографія
Анн Косіньї народилася 25 травня 1963 року в місті Алансоні в Нижній Нормандії, Франція. Вона — донька французького державного чиновника П'єра Косіньї, який був, серед іншого, президентом французького Червоного Хреста та керівником адміністрації при прем'єр-міністрові Морісі Кув де Мюрвілі (1968—1969). Анн Косіньї була четвертою дитиною в сім'ї з п'яти осіб. Один з її братів — письменник і публіцист Тьєррі Косіньї, автор книги «Смерть Лари».
На театральній сцені Анн Косіньї дебютувала у віці дев'яти років у п'єсі Жана-Луї Барро «Паж Женев'єва», а вже у 18 років увійшла до паризької трупи «Комеді Франсез», де пропрацювала близько трьох років.
У 1985 році Анн Косіньї дебютувала в кіно, отримавши роль у фільмі Мануеля де Олівейри «Атласний черевичок», португальській адаптації п'єси Поля Клоделя. Після цього акторка знялася у кількох телевізійних проектах, після чого протягом 20 років не з'являлася на екрані. У кіно Анн Косіньї повернулася лише на початку 2000-х років.
У 2002 році Косіньї знялася у фільмі «Любов зла» режисерки Ізабель Нанті. Справжнє визнання прийшло до акторки після участі у стрічці «Набережна Орфевр, 36», де її партнерами були Жерар Депардьє та Данієль Отей. Відтоді кар'єра Анн Косіньї зробила стрімкий злет. У 2005 році вийшла стрічка Стефана Брізе «Я тут не для того, щоб мене любили» з Патріком Шене, за яку її номінували на кінопремію «Сезар» як найкращу акторку. У 2007 році фільм за участю акторки та її партнера по знімальному майданчику Матьє Амальріка «Скафандр і метелик» Джуліана Шнабеля вийшов на світові екрани. Наступного року Косіньї знову знялася з Амальріком у «Різдвяній казці» режисера Арно Деплешена та була номінована на «Сезара» як найкраща акторка другого плану.

## Особисте життя
Тривалий час Анн Косіньї перебувала в цивільному шлюбі з кінорежисером Бенуа Жако, у них є двоє синів — Владимир (нар. 1989), який став актором, та Луї (нар. 1994). 25 травня 2013 року на Віллі Медічі акторка побралася з мистецтвознавцем Еріком де Шассі.

## Фільмографія (вибіркова)
| Рік       |    | Українська назва                                    | Оригінальна назва                                          | Роль                                          |
| --------- | -- | --------------------------------------------------- | ---------------------------------------------------------- | --------------------------------------------- |
| 1981      | ф  |                                                     | Yume, yume no ato                                          | Юкі                                           |
| 1981      | тф | Урсула Мірует                                       | Ursule Mirouët                                             | Урсула Мірует                                 |
| 1981      | тф | Вишневий сад                                        | La cerisaie                                                | Аня                                           |
| 1983      | с  | Милий друг                                          | Bel ami                                                    | Сюзанна Вальтер                               |
| 1983      | с  | Таємниці французького двору                         | La chambre des dames                                       | Аньєс                                         |
| 1984      | с  | Алло, Беатріс!                                      | Allô Béatrice                                              | Аньєс                                         |
| 1985      | ф  | Атласний черевичок                                  | Le soulier de satin                                        | Марі з Семи-Мечів                             |
| 1988—1990 | с  | Прекрасна англійка                                  | La belle Anglaise                                          | Мішель                                        |
| 1988      | ф  | Аліс                                                | Alice                                                      |                                               |
| 1992      | с  | Прекрасна сім'я                                     | Une famille formidable                                     | Елеонора                                      |
| 1995      | с  | Великі письменники                                  | Un siècle d'écrivains                                      |                                               |
| 2003      | ф  | Лео грає: В компанії чоловіків                      | En jouant «Dans la compagnie des hommes»                   | Тереза Джурью                                 |
| 2003      | ф  | Любов зла                                           | Le bison (et sa voisine Dorine)                            | адвокат                                       |
| 2003      | тф | Готель між світами                                  | Hôtel des deux mondes                                      | Лаура                                         |
| 2004      | ф  | Напарник                                            | L'équipier                                                 | Камілла                                       |
| 2004      | ф  | Набережна Орфевр, 36                                | 36 Quai des Orfèvres                                       | Елен Клейн                                    |
| 2005      | ф  | Я тут не для того, щоб мене любили                  | Je ne suis pas là pour être aimé                           | Франсуаза                                     |
| 2006      | ф  | Один прекрасний день                                | Du jour au lendemain                                       | Кароліна                                      |
| 2006      | тф | Бути простіше                                       | Aller simple                                               | Кароль                                        |
| 2006      | ф  | Кохання на стороні                                  | On va s'aimer                                              | Матильда                                      |
| 2006      | с  | Пані президент                                      | L'état de Grace                                            | Грейс                                         |
| 2007      | ф  | Анна М.                                             | Anna M.                                                    | Марі Заневськи                                |
| 2007      | ф  | Скафандр і метелик                                  | Le scaphandre et le papillon                               | Клод                                          |
| 2008      | тф | Бетьюн на Нілі                                      | Béthune sur Nil                                            | Люцетта Ваян                                  |
| 2008      | ф  | Винна                                               | Coupable                                                   | Бланш                                         |
| 2008      | ф  | Велике алібі                                        | Le grand alibi                                             | Клер Кольє, жінка П'єра                       |
| 2008      | ф  | Різдвяна казка                                      | Un conte de Noël                                           | Елізабет Дедалюс, старша дитина Юнони і Абеля |
| 2008      | ф  | Ворог держави № 1                                   | L'instinct de mort                                         | адвокат Жака Меріна                           |
| 2008      | ф  | Ворог держави № 1: Легенда                          | L'ennemi public n°1                                        | адвокат Жака Меріна                           |
| 2008      | ф  | Ларго Вінч: Початок                                 | Largo Winch                                                | Анна                                          |
| 2009      | ф  | Перша зірка                                         | La première étoile                                         | Сузі                                          |
| 2009      | ф  | Йон Рабе                                            | John Rabe                                                  | Валері Дюпре                                  |
| 2009      | ф  | Дикі трави                                          | Les herbes folles                                          | Сюзанна Пале                                  |
| 2009      | ф  | Ангел на морі                                       | Un ange à la mer                                           | мати                                          |
| 2009      | ф  | Бамбу                                               | Bambou                                                     | Анна Шевальє                                  |
| 2009      | ф  | Відхожа чарка                                       | Le dernier pour la route                                   | Аньєс                                         |
| 2009      | ф  | Викрадення                                          | Rapt                                                       | Франсуаза Графф                               |
| 2011      | тф | Електронне кохання                                  | E-love                                                     | Паула Захманн                                 |
| 2011      | с  | Помста Тоні                                         | Les beaux mecs                                             | Клер                                          |
| 2011      | ф  | Насильно                                            | De force                                                   | прокурор даніель Канетті                      |
| 2012      | ф  | Ви ще нічого не бачили                              | Vous n'avez encore rien vu                                 | Анн Косіньї / Евридіка №2                     |
| 2012      | ф  | Під фігами                                          | Sous le figuier                                            | Наталі                                        |
| 2012      | ф  | Це як день посеред ночі                             | Ce que le jour doit à la nuit                              | Мадлен                                        |
| 2012      | с  | На заклик скорботи                                  | Les Revenants                                              | Клер                                          |
| 2013      | ф  | Пливи, рибко, пливи                                 | Swim Little Fish Swim                                      | Франсуаза де Кастійон                         |
| 2013      | ф  | 12-річний термін                                    | 12 ans d'âge                                               | Дені                                          |
| 2014      | ф  | 96 годин                                            | 96 heures                                                  | Франсуаза Карре                               |
| 2016      | ф  | Майбутнє історії                                    | History's Future                                           | Кароліна                                      |
| 2016      | тф | Диявольський                                        | Diabolique                                                 | Ізабель де Лассе                              |
| 2016      | ф  | Вона                                                | Elle                                                       | Анна                                          |
| 2016      | ф  | Сім дрібниць                                        | 7 Minuti                                                   |                                               |
| 2016      | с  | Загадкові вбивства Агати Крісті: Дзеркало ламається | Les Petits Meurtres d'Agatha Christie : Le miroir se brisa | Бланш Дюлак                                   |

## Визнання
| Нагороди та номінації Анн Косіньї  | Нагороди та номінації Анн Косіньї | Нагороди та номінації Анн Косіньї  | Нагороди та номінації Анн Косіньї |
| Рік                                | Категорія                         | Фільм                              | Результат                         |
| ---------------------------------- | --------------------------------- | ---------------------------------- | --------------------------------- |
| Премія «Сезар»                     |                                   |                                    |                                   |
| 2006                               | Найкраща акторка                  | Я тут не для того, щоб мене любили | Номінація                         |
| 2009                               | Найкраща акторка другого плану    | Різдвяна казка                     | Номінація                         |
| 2010                               | Найкраща акторка другого плану    | Викрадення                         | Номінація                         |
| 2017                               | Найкраща акторка другого плану    | Вона                               | Номінація                         |
| Міжнародний кінофестиваль в Люшоні |                                   |                                    |                                   |
| 2011                               | Найкраща акторка                  | Електронне кохання                 | Перемога                          |